# Elis
Elis je žensko osebno ime.

## Izvor imena
Ime Elis je različica ženskega osebnega imena  Elizabeta.

## Pogostost imena
Po podatkih Statističnega urada Republike Slovenije je bilo na dan 31. decembra 2007 v Sloveniji število ženskih oseb z imenom Elis: 34.

## Osebni praznik
Osebe z imenom Elis lahko godujejo takrat kot osebe z imenom Elizabeta.